# Damian Wilson
Damian Wilson (Woking, 11 ottobre 1969) è un cantante, chitarrista, tastierista e produttore discografico britannico, conosciuto principalmente per la sua carriera solista come cantante neoprogressive, sebbene abbia anche militato in band quali Headspace e Threshold, di genere progressive metal.

## Biografia
Debutta come solista nel 1997, con l'album Cosmas, e nel 2001 pubblica Disciple, disco nel quale spiccano le sue doti canore. Successivamente collabora con band come Star One, Ayreon, Landmarq, e Praying Mantis. È presente complessivamente in circa settanta album. Dagli anni duemiliadieci ha dato vita ad una serie di progetti musicali.